# Edmond de Laever
András Mátyás Vojnits (Lieja, 22 de septiembre de 1902 - 1986) fue un naturalista, entomólogo, especialmente lepidopterólogo, belga. Su especialidad y experticia fue en mariposas, especialmente de la tribu Eupitheciini. 